# Diffusion télévisée en clair
En télévision, clair ou en clair est le choix de diffuser des émissions de télévision ou de radio sans cryptage (ou embrouillage) en mode analogique et numérique par le réseau terrestre, TNT ou satellitaire. Cryptage ne doit pas être confondu avec codage.
Une chaîne en clair est toujours gratuite. En revanche une chaîne dite gratuite peut être cryptée notamment par satellite et via les opérateurs de bouquets (exemple : TPS et Canal+). Elle entre alors dans des forfaits payants, abonnements. C'est le cas par exemple pour les chaînes de France Télévisions qui sont cryptées-payantes via les satellites Hot Bird et Astra, alors qu'elles sont en clair, donc gratuites, via Atlantic Bird 3.